# Помеждин
Помеждѝн е село в Северозападна България. Намира се в община Георги Дамяново, област Монтана.

## География
Село Помеждин се намира в планински район.

## История
На връх „Остра чука“, на 1,42 km югоизточно по права линия от центъра на селото, е разположена крепост. Формата ѝ е приблизително правоъгълна. Най-достъпна е от югозапад.